# Сестри Папен
Крістін Папен (фр. Christine Papin; 8 березня 1905 — 18 травня 1937) і Лея Папен (фр. Léa Papin 15 вересня 1911 — 24 липня 2001) — дві французькі сестри, які 2 лютого 1933 року скоїли вбивство дружини і дочки господаря хати Ланселена в Ле-Ман, де вони працювали покоївками. Цей інцидент зацікавив літературних діячів, інтелектуалів та робітничий клас і порушив питання про експлуатацію робітничого класу. Цей випадок увійшов в ряд публікацій, спектаклів і фільмів, а також есе, усного слова, пісні і твори мистецтва.
Про цю справу писав, зокрема французький психіатр і філософ Жан Лакан, розвиваючи тему параноїдального психозу, як одну з причин параноїдальних злочинів, приводячи в приклад сестер Папен, всупереч висновку їх судово-психіатричної експертизи.

## Життя до скоєння злочину

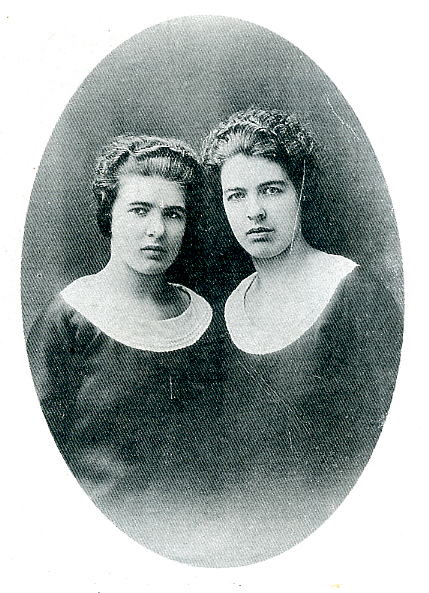
Лея і Крістін в 1927 році

### Дитинство
Крістін і Леа виросли у селі на півдні від Ле-Ман. Вони виросли в сім'ї, де батько був досить жорстоким та алкоголіком, а мати нехтувала їхнім вихованням. У них була старша сестра, Емілія, яку батько зґвалтував, коли їй було 11 років. Емілія, ставши дорослою, пішла у черниці. В 1913 році їхні батьки розлучаються. Крістін була забрана тіткою на виховання, адже після розлучення батько зник, а мати була гулячою і працювала будь-де. Але незабаром у тітки відібрали Крістін і помістили у дитячий будинок Бон-Пастер. Лея виховувалась у притулці Сен-Шарль.

### Доросле життя
Коли сестри стали дорослими, то вони об'єднались і стали працювати прислугами в різних приватних будинках Ле-Ман.
Крістін завжди відмовлялася працевлаштуватися в будинок, якщо разом з нею на роботу не брали її молодшу сестру Лею. Крістін працювала кухаркою, Лея – покоївкою.
Приблизно у 1926 році, вони почали працювати в будинку месьє Рене Ланселена, відставного адвоката, в Ле-Ман. Сім'я складалася з його дружини і дорослої доньки, яка все ще жила з батьками (інша донька була одружена). Дві покоївки були дуже тихими і скромними молодими жінками, які трималися разом і, здавалося, у них не було жодних інтересів, крім один одного.
До моменту злочину Крістін попрацювала у Ланселенів 7 років. Сестри отримували досить непогану зарплату — 300 франків в місяць.

## Вбивство
У день свого злочину сестри Папен до самого вечора залишалися в будинку одні, в той час як мати і донька Ланселен пішли по магазинах, після чого мати з донькою збиралися їхати в гості (вони були запрошені на обід), так що в той вечір мати і дочка Ланселен не збиралися заходити додому.
Коли стемніло, Крістін і Лея закінчили роботи — через поламки відключилася електрика, але викликаний електрик несправностей не знайшов — піднялися до себе в кімнату, роздяглися і лягли в ліжко. Незабаром внизу почувся шум — це прийшли мати і дочка Ланселен. Крістін накинула на плечі блузку і спустилася вниз. На майданчику другого поверху вона зустріла господиню. На суді Крістін дала про це такі показання: «Пані накричала на мене, але не погрожувала мені … я схопила олов'яний глечик і щосили била її по голові …».
Ланселен-дочка кинулася на допомогу матері, Крістін накинулася на неї і пальцями вирвала їй одне око (думала, що обидва).
На шум прибігла Лея, яка накинулася на Ланселен-матір, пальцями вирвала їй очі і «вдаряла її головою об глечик».
Про подальше Крістін дала свідчення: «Коли ми вирушили на кухню за ножем і молотком, з ними [з матір'ю і дочкою Ланселен] вже було покінчено». На цьому переміщення вбивць не закінчилися. Вони пішли у ванну кімнату і зняли свої закривавлені сукні. Ці білі закривавлені наряди пізніше будуть знайдені поліцією в білизняному кошику. Вбивці вимилися і переодяглися. Вони піднялися до себе у спальню та лягли спати.
Ланселен планував зустрітися з дружиною і донькою на вечері в домі приятеля. Але дружина і донька не з'явилися, то він занепокоївся і повернувся назад додому. Він не зміг потрапити в будинок, оскільки двері були замкнені зсередини, але він бачив світіння свічки через вікно в дівочій кімнаті. Пізніше він вирушив до поліції. Поліцейські, прибувши на місце події, проникли в будинок через чорний вхід. Всередині один з поліцейських виявив тіла мадам Ланселен та її доньки. Обидві були побиті до такої міри, що їх було неможливо впізнати, і очі доньки валялися поруч на підлозі. У мадам Ланселен очі були вирвані та були знайдені в складках шарфа, який був обмотаний на її шиї. Були багаточисленні криваві сліди на підлозі, меблях і деталях інтер'єру. Поліція виламала двері у кімнату покоївок, вони були знайдені в у себе в ліжку голими   і при цьому міцно обнімались. До покоївок звернулися за роз'ясненнями, але вони мовчали. Їх попросили піднятися і одягнутися, але вони проігнорували звернення. На місце злочину були викликані жінки-поліцейські, приїхав поліцейський лікар та прокурор. Прибулі на місце злочину жінки-поліцейські змусили сестер піднятися з ліжка і одягнутися. Після цього до їх допиту приступив прокурор.
Вони зізналися у вбивстві двох жінок. Як зброя був використаний кухонний ніж, молоток, і олов'яний горщик, який стояв на вершині сходів. Мотив злочину вбивці пояснити відмовилися.

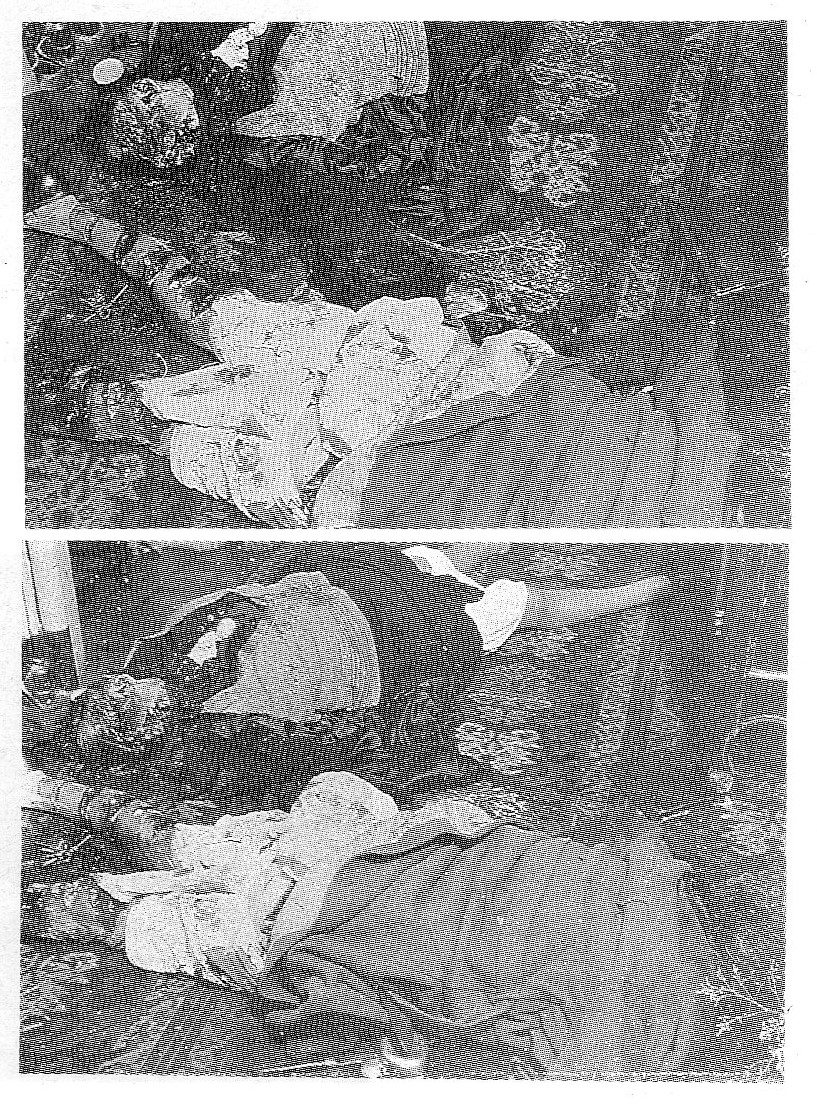
Тіла жертв

Сестри були поміщені у в'язницю і окремо одна від одної. Крістін сумувала за своєю сестрою, але потім їм дозволили побачитися. Коли Лею пустили в камеру, де перебувала Крістін, то та кинулася обнімати та пестити сестру, через що їх розлучили.
У липні 1933 року, у Крістін стався психоз, під час якого вона катались по підлозі та намагалася великим пальцями видавити свої очі, через що охоронцям довелося надягнути на неї гамівну 
сорочку. Потім вона зробила заяву слідчому судді, розповіла, що передбачила своє потрапляння у в'язницю через скоєння вбивства.
Справа справила величезний вплив на суспільство і обговорювалася у колах інтелігенції. Деякі люди вважають, що причиною цих вбивств була «експлуатація працюючих», враховуючи, що покоївки працювали чотирнадцять годин на день, два з половиною дні на тиждень.

## Суд та наслідки

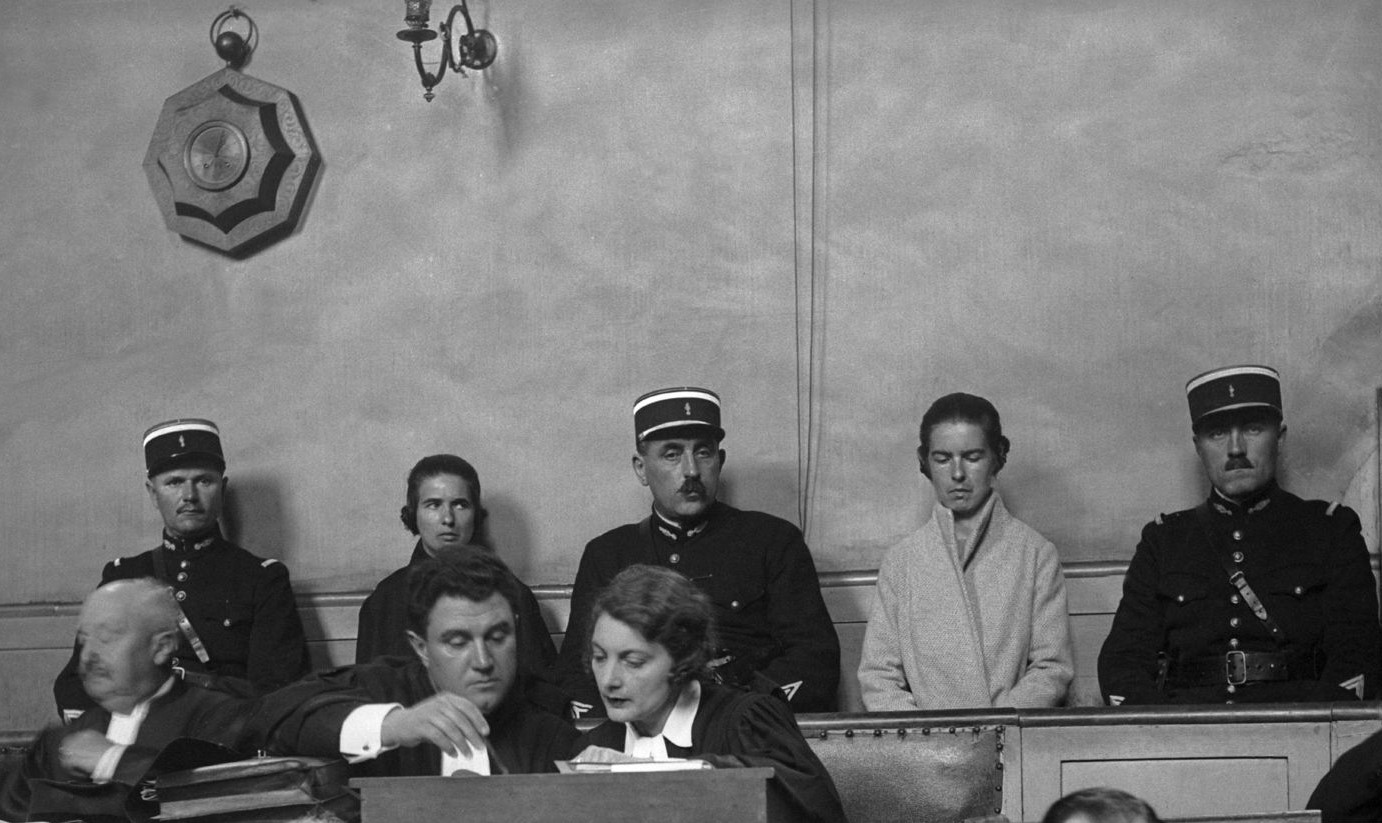
Судовий процес

Судовий процес у справі сестер Папен відбувся 29 вересня 1933 року. Крістін на той момент було 28 років, Леї — 22 роки.
Сестри так і не змогли пояснити, з якою метою вони вбили господинь. Крістін дала свідчення, що у Ланселенів їм жилося непогано і претензій до господарів у неї немає. Господар будинку — повірений Рене Ланселен — навіть після вбивства його дружини і дочки, характеризував сестер добре. Будучи допитаний, він характеризував Крістін, як чесну, працьовиту жінку гарної поведінки.
На суді виражалися підозри, що сестри перебували між собою в гомосексуальному зв'язку. Підставами для такої підозри послужило наступне:
- сестри не спілкувалися з чоловіками;
- були дуже прив'язані один до одного;
- кожен вихідний — навіть в свята — сестри замикалися у своїй кімнаті і проводили в ній весь день;
- після їхнього злочину поліція виявила їх голими в одному ліжку.

На суді сестри — і Крістін, і Лея — заперечували цей факт.
Психіатр-експерт доктор Шварзіммер, який проводив судово-психіатричну експертизу сестер, дав на суді висновок (показання), що сестри повністю осудні і відповідальні за свій злочин. У них немає поганої спадковості. Адвокати сестер висловили сумніви в правильності його висновку і викликали дати свідчення на процесі інших психіатрів-експертів. Висновок експертизи Шварзіммера був оскаржений захистом сестер на наступних підставах: У сестер погана спадковість (попри те, що говорив Шварзіммер (!)):
- дід-епілептик;
- двоюрідний брат помер у притулку для божевільних;
- неврастенік дядько повісився у себе в кімнаті.

Дитинство сестер пройшло обстановці, яка травмувала їхню психіку:
- мати погано дбала як про їх батька (свого чоловіка), так і про своїх дочок (сестер Папен);
- а одного разу і зовсім зникла;
- батько був алкоголіком, і розбестив їхню старшу сестру Емілію, коли тій було 11 (одинадцять) років;
- розлучення батьків;
- після розлучення батьків Крістін відібрали у тітки, яка виховувала її з любов'ю, і помістили в сирітський будинок, у Леї теж все дитинство пройшло в сирітському притулку, причому вона потрапила туди, коли була ще зовсім маленькою.

На підставі цих доводів захист сестер на суді поставила під сумнів висновок експерта Шварзіммера про осудність сестер і клопотала (вимагала) призначити нову судово-психіатричну експертизу. Але суд (в тому числі на вимогу прокурора) відхилив це клопотання захисту, задовольнившись висновком Шварзіммера.
Присяжні винесли вердикт про винність сестер Крістін та Леї Папен. 29 вересня 1933 року сестрам було винесено вирок: Крістін була засуджена до смертної кари, Лея — до 10 (до десяти) років каторги і 20 (двадцяти) років заслання.
22 січня 1934 року президент Франції Альбер Лебрен помилував Крістін, і вирок замінили каторгою. Крістін була переведена в Центральну жіночу в'язницю Ренна.

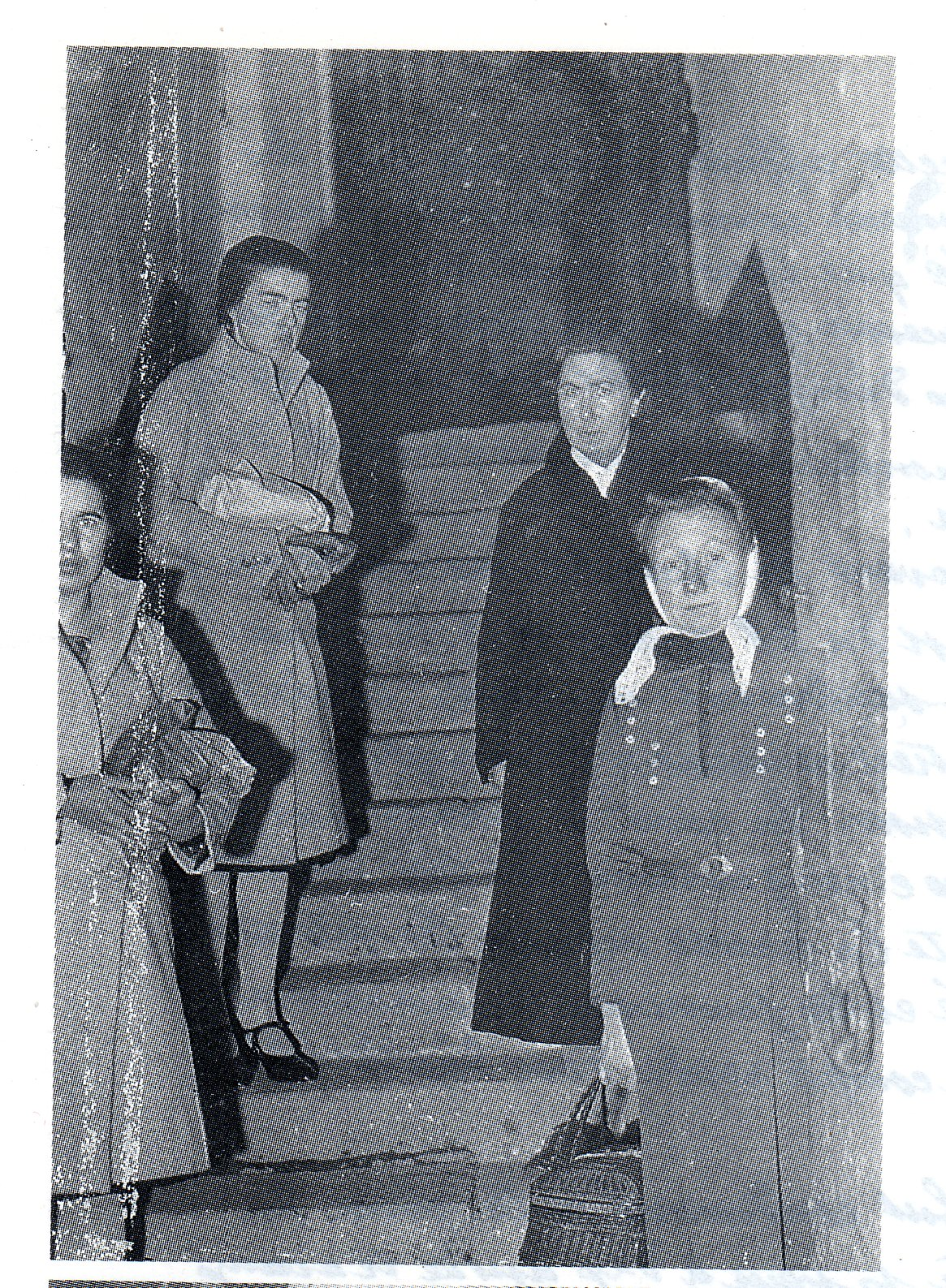

Через кілька тижнів після вироку і переведення Крістін у в'язницю Ренна — в 1934 році — у неї виявилася (проявилася) психічна хвороба — депресія; вона була поміщена в психіатричну лікарню Ренна, де в 1937 році, у віці 32 року, померла від кахексії.
Леї за хорошу поведінку знизили термін на 2 (два) роки, в 1941 році вона звільнилася, розшукала мати і оселилася разом з нею в місті Нант. Багато десятиліть після звільнення вона працювала покоївкою в різних готелях на заході Франції. Вважалося, що Лея померла в 1982 році, але французький режисер Клод Вентура, який  у 2000 році зняв документальний фільм «У пошуках сестер Папен», стверджував, що знайшов Лею живою в госпісі у Франції. Вона була частково паралізована в результаті інсульту і не могла говорити, хоча вона була показана у фільмі. Вентура стверджував, що Лея померла 24 липня 2001 року.

## У мистецтві
- The Maids (Les Bonnes), a play by Jean Genet
- The Maids, a film based on the play, directed by Christopher Miles
- My Sister in This House, a play by Wendy Kesselman
- Sister My Sister, a film version of the play directed by Nancy Meckler
- Les Abysses, a film directed by Nikos Papatakis
- La Cérémonie, a film directed by Claude Chabrol
- Violets, a 2015 short film directed by Jim Vendiola[11][12] [13]
- Les Soeurs Papin, a book by R. le Texier
- Blood Sisters, a stage play and screenplay by Neil Paton
- L'Affaire Papin, a book by Paulette Houdyer
- La Solution du passage à l'acte, a book by Francis Dupré
- "The Murder in Le Mans, " an essay in Paris Was Yesterday, a book by Janet Flanner
- La Ligature, a short film by Gilles Cousin
- Les Meurtres par Procuration, a book by Jean-Claude Asfour
- Lady Killers', a book by Joyce Robins
- Minotaure #3, 1933, a magazine
- The Maids, an opera by Peter Bengtson
- Les Blessures assassines (English : Murderous Maids), a film by Jean-Pierre Denis
- En Quete des Soeurs Papin (In Search of the Papin Sisters), a documentary film by Claude Ventura
- Gros Proces des l'Histoire, a book by M. Mamouni
- L'Affaire Papin, a book by Genevieve Fortin
- The Papin Sisters, a book by Rachel Edwards and Keith Reader
- The Maids, an artwork by Paula Rego
- Anna la bonne, a 1934 «spoken song» written by Jean Cocteau and performed by Marianne Oswald.[14] This was inspired by Poe's Annabel Lee rather than the Papin case, but it influences Genet's «Les Bonnes».[15]
- Possibly "Tomorrow, " episode 2.2 of the television series Law & Order Criminal Intent

## «Покоївки» (фр.Les Bonnes)
У 1947 році Жан Жене написав п'єсу «Покоївки» (фр. Les Bonnes). Незважаючи схожість сюжету його п'єси з історією сестер Папен, Жан Жене завжди люто заперечував, що на створення п'єси його надихнула справа сестер.